# Comparação (ato)

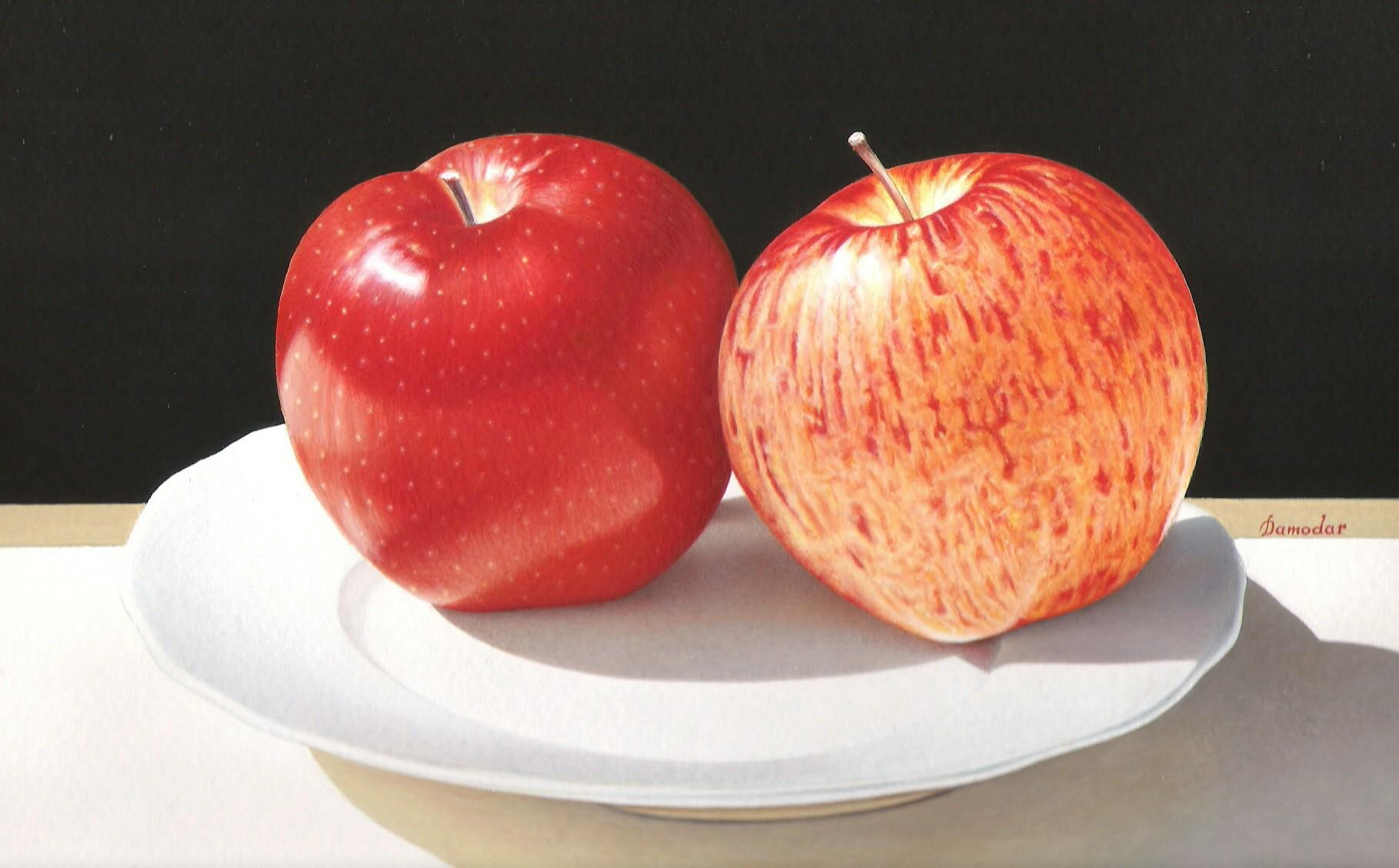
Um par de objetos, como este par de maçãs, está sujeito à comparação quando pontos de semelhança e diferença podem ser identificados.

Comparação ou cotejar é o ato de avaliar duas ou mais coisas determinando as características relevantes e comparáveis de cada coisa e, então, determinando quais características de cada uma são semelhantes às outras, quais são diferentes e em que grau. Quando as características são diferentes, as diferenças podem ser avaliadas para determinar qual coisa é mais adequada para um propósito específico. A descrição das semelhanças e diferenças encontradas entre duas coisas também é chamada de comparação. A comparação pode assumir muitas formas distintas, variando de acordo com o campo:
| “ | Comparar é reunir duas ou mais coisas (fisicamente ou por meio da contemplação) e examiná-las sistematicamente, identificando semelhanças e diferenças entre elas. A comparação tem um significado diferente dentro de cada contexto de estudo. Qualquer exploração das semelhanças ou diferenças de duas ou mais unidades é uma comparação. No sentido mais restrito, consiste em comparar duas unidades isoladas uma da outra. | ” |

Para comparar coisas, elas devem ter características semelhantes o suficiente em aspectos relevantes para justificar a comparação. Se duas coisas são muito diferentes para serem comparadas de forma útil, uma tentativa de compará-las é coloquialmente chamada em inglês de "comparar maçãs e laranjas". A comparação é amplamente utilizada na sociedade, na ciência e nas artes.

## Uso geral
A comparação é uma atividade natural, na qual até mesmo os animais se envolvem ao decidir, por exemplo, qual alimento comer. Os humanos também sempre praticaram comparações ao caçar ou procurar comida. Esse comportamento se estende a atividades como comprar alimentos, roupas e outros itens, escolher para qual emprego se candidatar ou qual emprego aceitar dentre diversas ofertas, ou escolher quais candidatos contratar. No comércio, as pessoas frequentemente recorrem à comparação de preços: tentam obter o melhor negócio para um produto comparando as qualidades de diferentes versões disponíveis desse produto e tentando determinar qual delas maximiza o retorno sobre o dinheiro gasto. No século XXI, como as compras passaram a ser cada vez mais feitas pela internet, sites de comparação de preços foram desenvolvidos para ajudar os compradores a fazer tais escolhas. Quando os consumidores e outros investem excessivamente em pensamentos para fazer comparações, isso pode resultar no problema da paralisia da análise.
Os humanos também tendem a comparar-se a si próprios e aos seus pertences com os outros, uma atividade também observada em alguns animais. As crianças começam a desenvolver a capacidade de se comparar com os outros na escola primária. Em adultos, isso pode levar à infelicidade quando uma pessoa compara coisas que tem com coisas que percebe como superiores e inatingíveis que outros têm. Parte do marketing se baseia em fazer tais comparações para incentivar as pessoas a comprarem coisas, para que elas se comparem mais favoravelmente com pessoas que têm essas coisas. A teoria da comparação social, proposta inicialmente pelo psicólogo social Leon Festinger em 1954, centra-se na crença de que existe um impulso dentro dos indivíduos para obter autoavaliações precisas. A teoria explica como os indivíduos avaliam suas próprias opiniões e habilidades comparando-se com os outros para reduzir a incerteza nesses domínios e aprender a definir a si mesmos. Seguindo a teoria inicial, a pesquisa começou a se concentrar na comparação social como uma forma de autovalorização, introduzindo os conceitos de comparações descendentes e ascendentes e expandindo as motivações das comparações sociais.
A linguagem humana evoluiu para se adequar a essa prática, facilitando a comparação gramatical, com formas comparativas permitindo que uma pessoa descreva uma coisa como tendo mais ou menos de uma característica do que outra coisa, ou descreva uma coisa em um grupo como tendo mais ou menos dessa característica em relação ao grupo. A categoria gramatical associada à comparação de adjetivos e advérbios é o grau de comparação.

## Acadêmicos
Academicamente, a comparação é usada entre coisas como sistemas econômicos e políticos. O cientista político e historiador Benedict Anderson alertou contra o uso de comparações sem considerar a estrutura relevante das coisas que estão sendo comparadas:
| “ | É importante reconhecer que a comparação não é um método nem mesmo uma técnica acadêmica; em vez disso, é uma estratégia discursiva. Há alguns pontos importantes a serem considerados quando se deseja fazer uma comparação. Em primeiro lugar, é preciso decidir, em qualquer trabalho, se se busca principalmente semelhanças ou diferenças. É muito difícil, por exemplo, dizer, e muito menos provar, que Japão e China ou Coreia são basicamente semelhantes ou basicamente diferentes. Qualquer um dos casos pode ser considerado, dependendo do ângulo de visão, da estrutura e das conclusões que se pretende alcançar. | ” |

Anderson observa como exemplo que "nos anos chauvinistas na véspera da Primeira Guerra Mundial, quando alemães e franceses eram encorajados a odiar-se uns aos outros, o grande teórico austro-marxista Otto Bauer gostava de provocar ambos os lados" comparando as suas semelhanças, "dizendo que os parisienses e os berlinenses contemporâneos tinham muito mais em comum do que qualquer um deles tinha com os seus respectivos antepassados medievais". Notavelmente, a frase "estudos comparativos" é geralmente usada para se referir a estudos transculturais, dentro dos campos da sociologia e antropologia. Émile Durkheim, um dos fundadores do campo da sociologia, disse sobre este termo que "a sociologia comparada não é um ramo particular da sociologia; é a própria sociologia".

## Literatura
O uso principal da comparação na literatura é com a comparação, uma figura de linguagem que compara diretamente duas coisas. Os símiles são uma forma de metáfora que usa explicitamente palavras de conexão, embora essas palavras específicas nem sempre sejam necessárias. Embora as comparações sejam usadas principalmente em formas de poesia que comparam o inanimado e o vivo, também há casos em que elas são usadas para fins humorísticos de comparação.
Várias obras literárias fizeram comentários negativos sobre a prática da comparação. Por exemplo, o poeta inglês do século XV, John Lydgate, escreveu "[o]dyous of olde been comparsionis", que foi refletido por muitos escritores posteriores, como William Shakespeare, que incluiu o verso em Much Ado About Nothing, "as comparações são odiosas". Miguel de Cervantes, numa passagem de Dom Quixote, escreveu: "Será possível que a vossa adoração pragmática não saiba que as comparações feitas entre inteligência e inteligência, coragem e coragem, beleza e beleza, nascimento e nascimento, são sempre odiosas e mal interpretadas?"